# Velîkoselețke, Orjîțea
Velîkoselețke (în ucraineană Великоселецьке) este localitatea de reședință a comunei Velîkoselețke din raionul Orjîțea, regiunea Poltava, Ucraina.

## Demografie
Componența lingvistică a localității Velîkoselețke
     Ucraineană (97,72%)
     Rusă (1,56%)
     Alte limbi (0,43%)
Conform recensământului din 2001, majoritatea populației localității Velîkoselețke era vorbitoare de ucraineană (97,72%), existând în minoritate și vorbitori de rusă (1,56%).